# Jarlath Hayes
Jarlath Fabian Hayes (geboren am 11. September 1924 in Dublin; gestorben am 17. Mai 2001 ebenda) war ein irischer Typograph und Grafikdesigner.

## Werdegang

Irische Kursmünze zu 2 Euro (seit 2002)

Jarlath Hayes wuchs als viertes von sechs Kindern eines Buchhalters in Dublin auf und besuchte die Synge Street CBS, eine Schule der Christian Brothers. 1945 begann er seine Karriere in der Werbewirtschaft. Hayes lehrte in Teilzeit am Rathmines Technical Institute Werbedesign. 1958 war er Mitbegründer des Institute of Creative Advertising and Design, 1963 gründete er mit zwei anderen Designern Group 3 Design. 1967 wurde er für die Unterstützung von Studenten mit dem McConnell’s Award ausgezeichnet. Seit 1970 arbeitete Hayes als freier Grafiker, später mit seiner Tochter Susan. Bis 1986 war er als Buchdesigner für zahlreiche irische Verlage tätig.
Jarlath Hayes lebte und arbeitete in Stillorgan, County Dublin (heute Dún Laoghaire-Rathdown). Der Schwerpunkt seiner Arbeit waren die Typografie und das Buchdesign. Als Typograf beschäftigte er sich intensiv mit dem Streben nach der „perfekten“ serifenbetonten Schrift. Seine Tuam Uncial wurde von Letraset übernommen und irischen Fernsehzuschauern durch die fast 18 Jahre lang von RTÉ One ausgestrahlte Serie Glenroe bekannt, deren Abspann in dieser Schrift formatiert war. In Irland wird die Schrift verbreitet in der Außenwerbung genutzt.
Einer breiteren Öffentlichkeit – auch im Ausland – wurden Hayes’ Entwürfe von Briefmarken und Münzen bekannt. Von ihm stammt der Entwurf der Bildseite der irischen Euromünzen mit dem Nationalsymbol der keltischen Harfe.
Hayes starb im Alter von 76 Jahren. Er hinterließ seine Frau, einen Sohn und vier Töchter.

## Werke (Auswahl)
- Irische Sonderbriefmarken zu 32 und 52 Pence anlässlich des 50. Jahrestags der Gründung der Vereinten Nationen (1995);
- Bildseiten der irischen Euro-Kursmünzen (seit 2002).